# Quinn Simmons
Quinn Simmons, né le 8 mai 2001 à Durango dans le Colorado, est un coureur cycliste américain. Champion du monde juniors en 2019, il est membre de l'équipe Lidl-Trek depuis 2020.

## Biographie

### Carrière chez les amateurs
Durant son adolescence, Quinn Simmons pratique le VTT. Grâce à l'ancien champion du monde de VTT Ned Overend, il rejoint l'équipe LUX-Stradling-Specialized pour découvrir le cyclisme sur route sur le tard. En février 2018, il s'impose dès sa première course, la Valley of the Sun Stage Race juniors. Le mois suivant, lors de sa première course en Europe, il se classe troisième de Gand-Wevelgem juniors (moins de 19 ans). Septième de Paris-Roubaix juniors, il gagne plusieurs autres épreuves et devient champion des États-Unis sur route juniors. En 2019, il est l'un des meilleurs coureurs juniors de la saison. Double champion des États-Unis  juniors, il remporte également Gand-Wevelgem juniors et trois courses par étapes réputées : les Trois Jours d'Axel, le Grand Prix Rüebliland et Keizer der Juniores. Annoncé comme le favori des mondiaux, il devient champion du monde sur route juniors après un raid en solitaire de trente kilomètres.

### Trek-Segafredo (2020-)

#### 2020: débuts professionnels prometteurs
En 2020, il décide de « sauter » la catégorie des espoirs (moins de 23 ans) et rejoint directement le World Tour au sein de l'équipe américaine Trek-Segafredo, alors que quatre autres équipes World Tour souhaitaient l'engager,. Lors de sa première saison, il se classe sixième de la Bretagne Classic remportée par l'Australien Michael Matthews et deuxième du Tour de Hongrie. Début octobre, il est suspendu par son équipe en raison de tweets favorables à Donald Trump et « potentiellement imprégnés de racisme » alors que son contrat lui interdit de prendre position politiquement,. 

#### 2021-2024: confirmation et premières victoires professionnelles

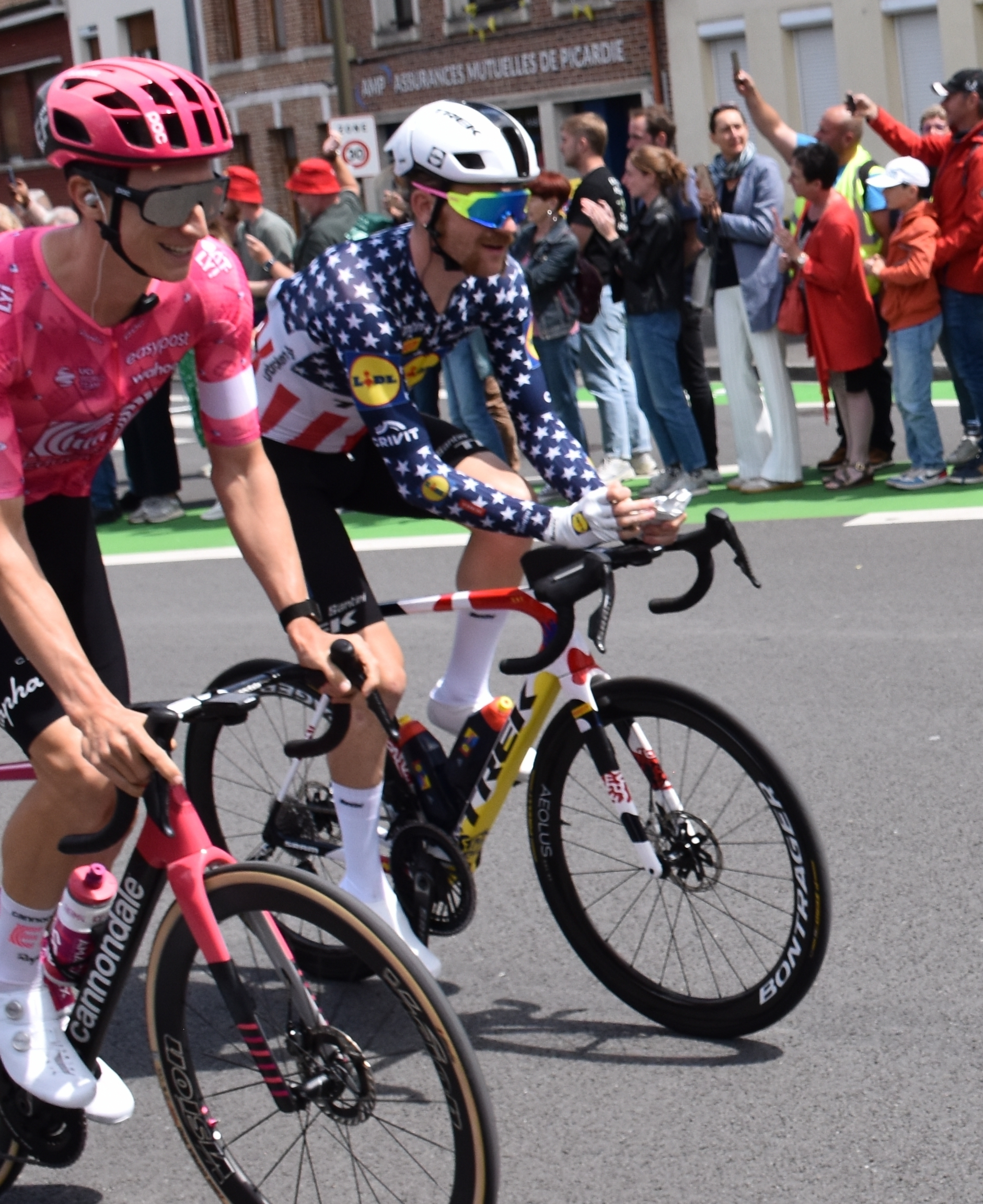
Quinn Simmons- Tour de France 2025

Il remporte en 2021 sa première course par étapes, le Tour de Wallonie, grâce à sa victoire sur la troisième étape. Il prend part à son premier grand tour en août en prenant le départ du Tour d'Espagne. 
En 2022, il commence sa saison en France sur la Faun-Ardèche Classic puis la Drôme Classic avant de partir en Italie disputer les Strade Bianche et Tirreno-Adriatico. Il se distingue en prenant la septième place des Strade Bianche puis en remportant le classement de la montagne de Tirreno-Adriatico. À la fin du mois de mars, il part disputer en Belgique l'E3 Saxo Bank Classic, Gant-Wevelgem et À travers les Flandres mais abandonne sur les trois courses. Il revient à la compétition au mois de juin en Suisse, en participant au Grand Prix du canton d'Argovie puis au Tour de Suisse afin de préparer le Tour de France. Sur le Tour de Suisse, il s'échappe sur les première, troisième et sixième étapes ce qui lui permet de remporter le classement de la montagne. Il se classe également quatrième de l'étape arrivant au sommet de Moosalp un col classé hors catégorie.

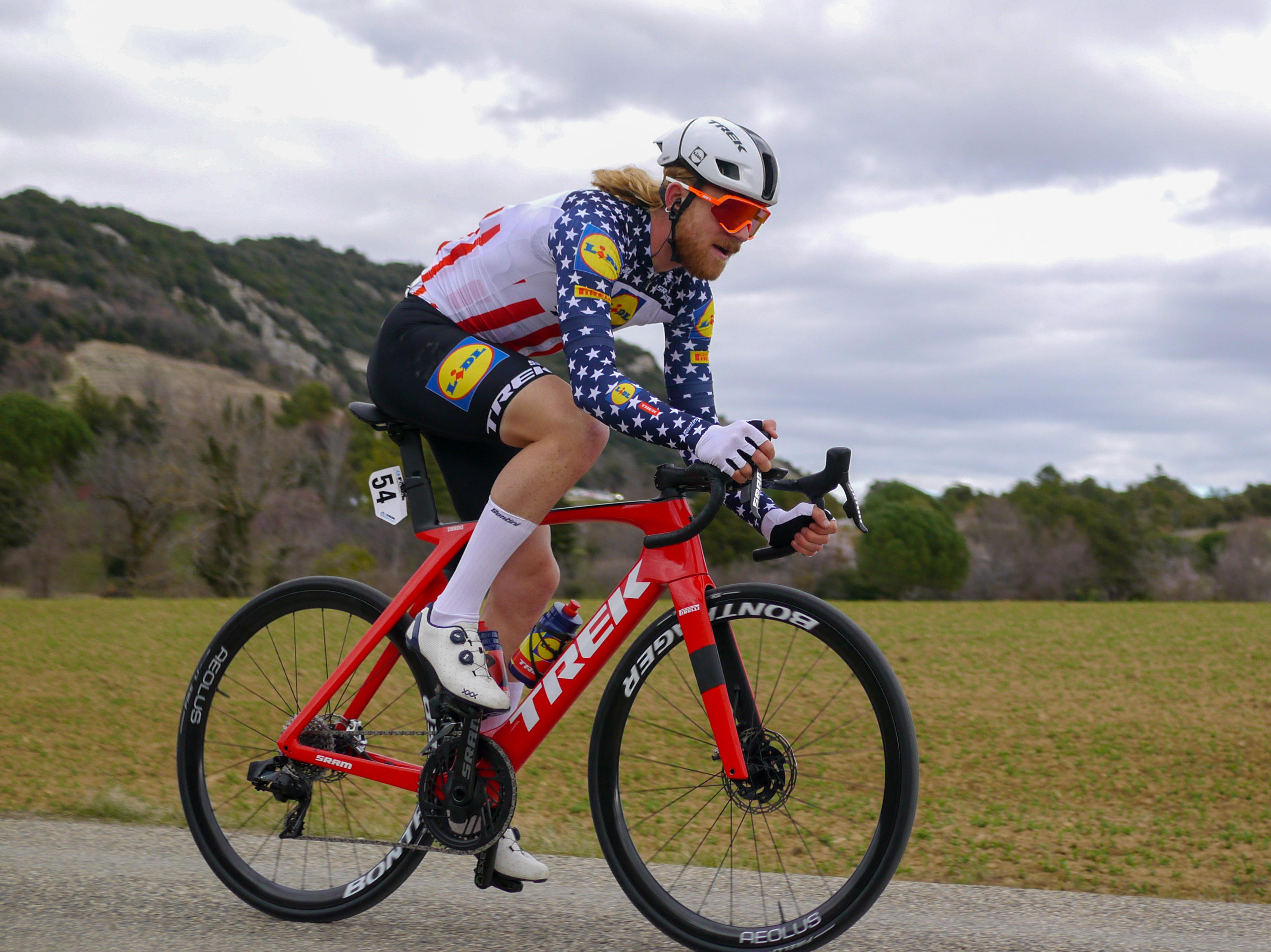
Quinn Simmons sur la Ardèche Classic 2024

En 2023, il remporte la troisième étape du Tour de San Juan en piégeant les sprinters comme Jakobsen. En mai, il remporte sa seconde victoire de la saison sur la course en ligne des championnats des États-Unis de cyclisme sur route.

#### 2025: première victoire en World Tour
Simmons commence sa saison 2025 en France sur l'Ardèche et la Drôme Classic, il se classe 8e de la seconde épreuve. Après avoir participé aux Strade Bianche sans terminer la course, il est aligné au départ du Tour de Catalogne. Il remporte la 6e étape dans des conditions exceptionnelles, l'étape ayant été raccourci de plus de 125 kilomètres à cause des conditions météorologiques désavantageuses. Il s'impose dans un sprint en petit comité, devançant le sprinteur tchèque Pavel Bittner. Il enchaîne par la suite avec le Tour du Pays basque mais est contraint à l'abandon lors de l'ultime étape. En mai, il s'aligne sur ses championnats nationaux et remporte la course en ligne en s'échappant dès le début de la journée.

## Palmarès sur route

### Palmarès amateur
- 2018
  -  Champion des États-Unis sur route juniors
  - Valley of the Sun Stage Race juniors :
    - Classement général
    - 1re (contre-la-montre) et 2e étapes

  - 4e étape de la Ster van Zuid-Limburg
  - 4e étape du Saarland Trofeo
  - 3e de Gand-Wevelgem juniors
  - 3e de la Ster van Zuid-Limburg
- 2019
  -  Champion du monde sur route juniors
  -  Champion des États-Unis du contre-la-montre juniors
  -  Champion des États-Unis du critérium juniors
  - Gand-Wevelgem juniors
  - Trois Jours d'Axel : 
    - Classement général
    - 1re, 2e (contre-la-montre) et 4e étapes

  - 2e étape (b) du Tour du Pays de Vaud (contre-la-montre)
  - Grand Prix Rüebliland :
    - Classement général
    - 2eb (contre-la-montre) et 3e étapes

  - Keizer der Juniores :
    - Classement général
    - 2e étape (b) (contre-la-montre)

  - 4e du championnat du monde du contre-la-montre juniors

### Palmarès professionnel
- 2020
  - 2e du Tour de Hongrie
  - 6e de la Bretagne Classic
- 2021
  - Tour de Wallonie :
    - Classement général
    - 3e étape
- 2022
  - 7e des Strade Bianche
- 2023
  -  Champion des États-Unis sur route
  - 3e étape du Tour de San Juan
- 2024
  - 9e du championnat du monde sur route
  - 10e du Tour du Guangxi
- 2025
  -  Champion des États-Unis sur route
  - 6e étape du Tour de Catalogne
  - 3e étape du Tour de Suisse

### Résultats sur les grands tours

#### Tour de France
3 participations
- 2022 : 67e
- 2023 : non-partant (9e étape)
- 2025 : 59e

#### Tour d'Espagne
1 participation
- 2021 : 124e

### Classements mondiaux
| Année                                 | 2020 | 2021 | 2022 | 2023 | 2024 |
| ------------------------------------- | ---- | ---- | ---- | ---- | ---- |
| Classement mondial                    | 155e | 218e | 477e | 317e | 251e |
| UCI America Tour                      | 14e  | 17e  | 38e  | 28e  | 29e  |
|                                       |      |      |      |      |      |
| Légende : nc = non classéSource : UCI |      |      |      |      |      |